# Severiano Ballesteros
Severiano Ballesteros Sota (Pedreña, Marina de Cudeyo, Cantabria, 9 de abril de 1957 - Pedreña, 7 de mayo de 2011), también conocido como Seve Ballesteros o simplemente Seve, fue un golfista profesional español, poseedor de uno de los mejores palmarés de la historia del golf y considerado como uno de los mejores jugadores de la historia. Entre sus títulos más destacados que le acreditan como tal figuran cinco Campeonatos del Mundo Match Play, dos títulos en el selectivo torneo Masters de Augusta (en inglés: The Masters Tournament) y tres en el Abierto Británico (en inglés: The Open Championship), siendo ambos torneos dos de los cuatro considerados majors más prestigiosos del circuito mundial. A ellos sumó también cinco Ryder Cup para el equipo europeo, una de ellas como capitán en 1997.
Fue además nombrado como el Mejor Jugador Europeo del siglo XX, Golfista del Año del PGA European Tour en tres ocasiones y miembro Honorable del mismo, distinciones que le valieron para ser parte del Salón de la Fama en 1997.
Su irrupción en el circuito mundial causó una de las mayores impresiones dentro del circuito, tanto por su carisma como por su alegría y destreza en su juego, considerado como una mezcla entre talento y corazón. Tras su fallecimiento fueron innumerables las referencias de diferentes personajes del mundo del golf en afirmar que fue gracias a él a quien se le debe la proyección del golf europeo desde su irrupción gracias a su juego y éxitos, viéndose especialmente reflejado en los resultados de la citada Ryder Cup donde fue uno de los pilares de su equipo.
Fue el primer europeo en vencer el prestigioso Masters de Augusta y el más joven de la historia en el momento, convirtiéndole con sus apenas veintidós años en uno de los referentes del circuito mundial y el principal valedor del crecimiento del golf europeo respecto al estadounidense, hasta el momento grandes dominadores de los grandes torneos.
Completó su exitosa carrera a nivel de títulos con seis victorias en el PGA Tour (circuito americano) y cincuenta en el PGA European Tour (circuito europeo) recogiendo seis Órdenes del Mérito como mejor jugador y el más laureado del citado circuito, y como uno de los más exitosos golfistas a nivel mundial y el mayor prodigio por su temprana explosión hasta la irrupción décadas después de Tiger Woods.
También fue diseñador de campos de golf y organizador de torneos. En el año 1982 Seve Ballesteros diseñó junto a Dave Thomas su primer campo en Narita, Japón, donde también diseñó los campos de Izumi (1990), el BFR en Oita y Los Arqueros Golf en la Costa del Sol en España (1991), el "Oakwood", en Sapporo (1992) y el "Crescet Valley", en Nagoya (2002). El primer campo que diseñó y construyó en España fue el "Novo Sancti Petri", en Cádiz (1990). La lista de campos diseñados por Seve y su empresa Trajectory puede consultarse en el portal de la Fundación Severiano Ballesteros. Antes de retirarse como jugador ya había diseñado y construido 30 campos en diversos países del mundo, además de dos campos rediseñados y otros 10 proyectos entregados y por construirse. Esta faceta de Severiano es poco conocida comparada con su trayectoria como jugador profesional. Muchos de sus campos tienen reconocimientos internacionales tales como el mencionado anteriormente: "Novo Sancti Petri", el "Oliva Nova", el "The Shire London", el "Royal Obidos Golf" y el rediseño del "Golf Club Crans-Sur-Sierre".
La BBC le concedió el «BBC Lifetime Achievement award», en 2009, año en el que puso en marcha la «Fundación Severiano Ballesteros», una institución privada sin ánimo de lucro dedicada al fomento y apoyo de la investigación sobre tumores cerebrales y a acercar el deporte del golf a jóvenes sin recursos económicos.
El 16 de abril de 2015, tras la aprobación por unanimidad en el Parlamento de Cantabria de una iniciativa popular, el Aeropuerto de Santander pasó a denominarse Aeropuerto Seve Ballesteros-Santander en su honor. Fue primo de Severiano Ballesteros Lavín, alcalde de Marina de Cudeyo, de 1999 a 2011 y de 2015 a 2019.

## Biografía
Nacido en la localidad cántabra de Pedreña, el 9 de abril de 1957, Seve estuvo ligado al golf desde su infancia. Su tío, Ramón Sota, fue campeón de España de este deporte y su padre era jardinero en el campo de golf de Pedreña, donde Severiano debutó como caddie cuando tenía nueve años.
En 1974 obtuvo el título de jugador profesional y ese mismo año ganó el Campeonato Nacional Sub-25 y el Open de Vizcaya. También participó en varios torneos europeos. En 1975 repite victoria en el Open Sub-25 español y termina la temporada en el puesto 26 del ranking internacional. Su tercer puesto en el torneo Lancome empieza a hacer sonar su nombre en los circuitos profesionales.
Con 19 años, Severiano Ballesteros ganó varios trofeos importantes, entre ellos el Lancome; Open de Holanda; campeonatos de Cataluña, Tenerife y España absoluto; Memorial "Donald Swaalens"; y el Campeonato del Mundo, junto a Manuel Piñero. Queda segundo en el Open Británico y recibe el premio al mejor jugador europeo del año. Al año siguiente comienza a disfrutar de gran fama en Estados Unidos y Gran Bretaña, gracias a sus victorias en la Copa del Mundo --ahora con Antonio Garrido--, Open de Japón, "Phoenix Dunlop", "Otago Classic" y los Open de Francia y Suiza. Su gran calidad le fue reconocida con la Orden del Mérito Británico, en la que consiguió la primera clasificación.
En 1978, tras un paréntesis motivado por el servicio militar, se proclamó vencedor de los Open de Kenia, Greensboro, Alemania, Escandinavia, Suiza y Japón, el Martini Internacional y el Campeonato de España Sub-25. En 1979 triunfó en el Open de Cataluña, el "English Classic" y se convirtió en el ganador más joven del Open Británico. Un año más tarde se hace con otro prestigioso trofeo, el "Masters de Augusta", completando su palmarés de ese año con los Open de Madrid y Holanda y el Martini Internacional.
La temporada siguiente no arrancó excesivamente bien, pero Severiano Ballesteros logró imponer su juego en los Open de España y Escandinavia, el Campeonato de la PGA de Australia, el Dunlop japonés, y el Campeonato del Mundo de "Match Play" que se disputaba en Inglaterra. En 1982 consiguió victorias en los Open de Madrid, Francia, San Remo y el Campeonato del Mundo Match Play. Al año siguiente obtuvo el "Masters de Augusta", así como los trofeos de Lancome, "Wetchester Classic", "Sun Alliance PGA", "Sun City Challenge" (Sudáfrica) y el Open de Irlanda.
En 1984 logró un nuevo triunfo en el Open Británico, el torneo de "Sun City" y su tercer "Match Play". La temporada de 1985 trató de repetir victoria en Augusta, pero hubo de conformarse con el segundo puesto y la victoria en el Campeonato de España, la Ryder Cup y los Open de Nueva Orleans, Irlanda, Francia, Sanyo y España. El Masters Europeo fue su trofeo más importante en 1986, junto a los Open de Irlanda, Montecarlo, Francia, y Holanda, y el trofeo Lancome.
En 1987 sumó cuatro primeros puestos -APG Larios, Open de Cannes, "Ryder Cup" y Campeonatos de España de Profesionales- y en el mes de octubre presentó en Jerez el primer campo de golf diseñado por él, que se construyó en la localidad gaditana de Chiclana. El Open Británico volvió a ser suyo un año más tarde; también salió victorioso en el APG Larios, Open de Baleares, Harrison (Estados Unidos), Escandinavia, Alemania y París, y el torneo "White and Mackay Champions Challenge". El 13 de noviembre de ese año se adjudicó el Open de Japón; doce días después contrajo matrimonio con Carmen Botín O'Shea, hija de Emilio Botín Sanz de Sautuola, de la que se separó en 2004 tras 16 años de matrimonio y tres hijos en común.
En el año 1989 consiguió la victoria en el "Masters Europeo" y a su vez es galardonado con el Premio Príncipe de Asturias de los Deportes. 
Desde finales de los 90 sólo jugó esporádicamente por problemas de espalda y reanudó su carrera en el Open de Madrid de 2005.
En el año 2000 creó el Seve Trophy ganándolo en su primera edición como capitán-jugador lo que es significativo pues será a la postre su última victoria como jugador en una competición similar a la Ryder Cup que enfrenta un combinado de las islas británicas con la Europa continental.
Ballesteros fue capitán del equipo europeo en el Royal Trophy desde su creación en 2006.
El Parlamento de Cantabria concedió su Medalla de Oro a Seve, que le fue entregada el 1 de febrero de 2009.

### Retirada

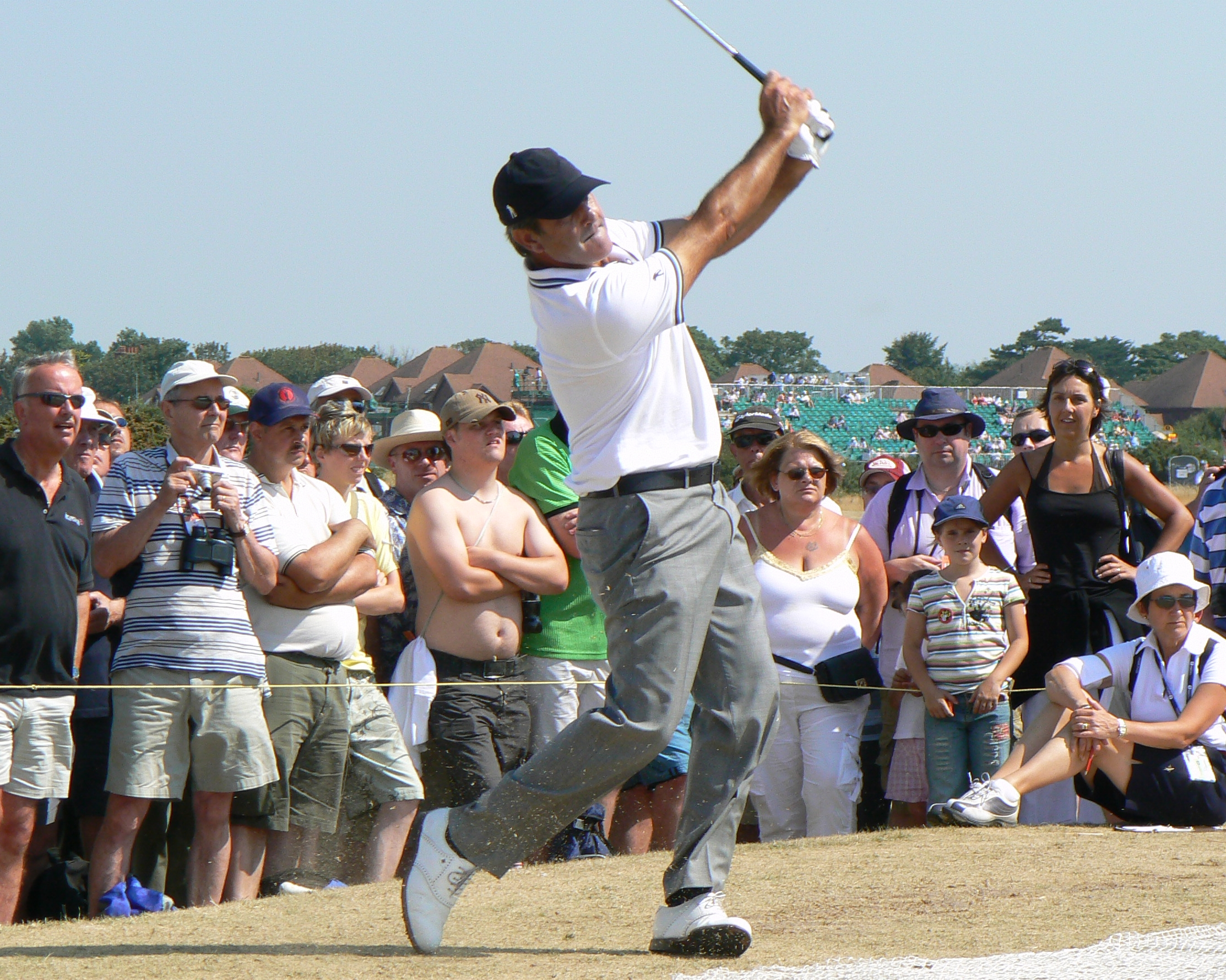
Una de las últimas apariciones de Seve (2006).

Tras haber sido un jugador que por su estilo revoluciona el golf, a finales de 2006 anunció su intención de participar en el circuito sénior estadounidense, a pesar de los insistentes rumores acerca de su retirada de los campos de golf profesionales. En marzo de 2007 su pareja sentimental, Fátima Galarza, falleció en accidente de tráfico, lo que despertó rumores sobre una posible depresión, que fue desmentida por el propio Ballesteros. Poco después, el 16 de julio de 2007 anunció su retirada definitiva como golfista.

### Diagnóstico y tratamiento del tumor
El 6 de octubre de 2008 fue ingresado en el Hospital Universitario La Paz de Madrid después de sufrir una pérdida momentánea de consciencia. Una semana después, el día 12, él mismo confirmó a los medios de comunicación que padecía un tumor cerebral.
Dos días después, fue sometido a una intervención quirúrgica para extirparle el tumor, tras la cual sufrió un edema cerebral que obligó a realizarle una craniectomía descompresiva que lo mantuvo varios días en la UCI del hospital.
El 24 de octubre fue nuevamente intervenido quirúrgicamente para actuar sobre un edema y un hematoma intracerebral, además de para extirparle restos tumorales. El 2 de diciembre tuvo que volver a pasar por el quirófano para una intervención, en la que se le realizó una derivación ventrículo-peritoneal, de modo que el líquido del cerebro pasase directamente al espacio peritoneal para su eliminación.
El martes 9 de diciembre de 2009, tras dos meses ingresado, recibió el alta médica. A principios de mayo de 2011, Ballesteros sufrió un importante empeoramiento de su estado neurológico, falleciendo finalmente en su residencia en la madrugada del 7 de mayo de 2011 a los 54 años de edad. Su cuerpo fue incinerado y sus cenizas esparcidas en lugar desconocido para la opinión pública, en un acto íntimo entre sus más allegados.

## Palmarés
- Masters de Augusta (2): 1980, 1983
- Abierto Británico (3): 1979, 1984, 1988
- Ryder Cup (5): 1985, 1987, 1989 (retiene copa), 1995 y 1997 (capitán).
- Campeonatos del Mundo Match Play (5): 1981, 1982, 1984, 1985, 1991
- Copa Mundial de Golf con España (2): 1976, 1977
- Orden del mérito del European Tour (6): 1976, 1977, 1978, 1986, 1988, y 1991
- 50 títulos en el European Tour
- 9 títulos en el PGA Tour
- 96 títulos a lo largo de su carrera

## Resultados enMajors
| Torneo             | 1975 | 1976 | 1977 | 1978 | 1979 | 1980 | 1981 | 1982 | 1983 | 1984 | 1985 | 1986 | 1987 | 1988 | 1989 | 1990 | 1991 | 1992 | 1993 | 1994 | 1995 | 1996 | 1997 | 1998 | 1999 | 2000 | 2001 | 2002 | 2003 | 2004 | 2005 | 2006 | 2007 |
| ------------------ | ---- | ---- | ---- | ---- | ---- | ---- | ---- | ---- | ---- | ---- | ---- | ---- | ---- | ---- | ---- | ---- | ---- | ---- | ---- | ---- | ---- | ---- | ---- | ---- | ---- | ---- | ---- | ---- | ---- | ---- | ---- | ---- | ---- |
| Masters de Augusta | –    | –    | T33  | T18  | T12  | 1    | CUT  | T3   | 1    | CUT  | T2   | 4    | T2   | T11  | 5    | T7   | T22  | T59  | T11  | T18  | T45  | 43   | CUT  | CUT  | CUT  | CUT  | CUT  | CUT  | CUT  | –    | –    | –    | CUT  |
| U. S. Open         | –    | –    | –    | T16  | CUT  | DQ   | T41  | CUT  | T4   | T30  | T5   | T24  | 3    | T32  | T43  | T33  | CUT  | T23  | CUT  | T18  | CUT  | –    | –    | –    | –    | –    | –    | –    | –    | –    | –    | –    | –    |
| British Open       | CUT  | T2   | T15  | T17  | 1    | T19  | T39  | T13  | T6   | 1    | T39  | T6   | T50  | 1    | T77  | CUT  | T9   | CUT  | T27  | T38  | T40  | CUT  | CUT  | CUT  | CUT  | CUT  | CUT  | –    | –    | –    | –    | CUT  | –    |
| U. S. PGA          | –    | –    | –    | –    | –    | –    | T33  | 13   | T27  | 5    | T32  | CUT  | T10  | CUT  | T12  | CUT  | T23  | –    | –    | CUT  | CUT  | –    | –    | –    | –    | –    | –    | –    | –    | –    | –    | –    |      |

Leyenda: DQ = Descalificado; CUT = Falla el corte; "T" indica puesto compartido, Verde = victoria; Amarillo = Top-10; En caso de no aparecer resultado significa que no disputó el torneo por diferentes motivos.

## Severiano en la cultura popular
En 2014 se estrenó Seve (Tom Hodgson), un biopic sobre el golfista encarnado por el actor José Luis Gutiérrez.
Desde el 16 de abril de 2015 el Aeropuerto de Santander lleva su nombre.

## Premios, reconocimientos y distinciones
- Medalla de Oro de la Real Orden del Mérito Deportivo, otorgada por el Consejo Superior de Deportes (1983)
- Premio Príncipe de Asturias de los Deportes (1989)
- Gran Cruz de la Real Orden del Mérito Deportivo, otorgada por el Consejo Superior de Deportes (1993)
- Miembro del Salón de la Fama del Golf Mundial (1999)